# Sleep Through the Static
Sleep Through the Static er det fjerde studiealbum af den amerikanske singer-songwriter Jack Johnson. Det blev udgivet i USA 5. februar 2008. Udgivelsen blev annonceret på Johnsons hjemmeside. Det blev indspillet i Los Angeles Solar Powered Plastic Plant, hvilket gør det til det første af Johnsons albums, der ikke er fremstillet på Hawaii. Det er produceret af JP Plunier.
Albummet blev spillet live første gang på BBC i december, for en udvalgt gruppe fans. På trods af at det hovedsageligt modtog positiv kritik fra anmelderne solgte albummet nogenlunde på niveau med de tidligere albums. Den første single, "If I Had Eyes", blev udgivet via Johnsons MySpaceside d. 17. december 2007. Den anden single, "Hope" blev udgivet i september og toppede som #30 på Billboard Modern Rock Tracks.
Albummet debuterede som #1 på Billboard 200 med omkring 375.000 solgte eksemplarer den første uge, inklusive 139.000 digitale downloads. Dette var en ugerekord for et digitalt album. Det debuterede også som #1 på verdensplan med 577.000 solgte eksemplarer. Det holdt kun rekorden en enkelt dag, da Coldplays Viva la Vida or Death and All His Friends satte en ny rekord.
Sleep Through the Static forblev #1 på Billboard 200 i den anden uge efter udgivelsen, hvor den havde solgt sammenlagt 180.000 eksemplarer, og i tredje uge, hvor der blev solgt 105.000 eksemplarer. Herefter røg den ned på tredjepladsen i den fjerde uge med 92.000 eksemplarer. Albummet blive listet som #45 på Qs liste for "50 Best Albums" i 2008.

## Spor
Alle sange er skrevet af Jack Johnson, medmindre andet er noteret.
1. "All at Once" – 3:38
2. "Sleep Through the Static" – 3:43
3. "Hope" (Jack Johnson, Zach Rogue) – 3:42
4. "Angel" – 2:02
5. "Enemy" – 3:48
6. "If I Had Eyes" – 3:59
7. "Same Girl" – 2:10
8. "What You Thought You Need" – 5:27
9. "Adrift" – 3:56
10. "Go On" – 4:35
11. "They Do, They Don't" – 4:10
12. "While We Wait" – 1:26
13. "Monsoon" (Jack Johnson, Merlo Podlewski) – 4:17
14. "Losing Keys" – 4:28
15. "Home* (Acoustic) (*Bonus track on some versions e.g. Australian release)" – 3:30

## Hitlister
| Hitlister                       | Højeste placering |
| ------------------------------- | ----------------- |
| Australian Albums Chart         | 1                 |
| Austria Albums Chart            | 3                 |
| Belgium Albums Chart (Flanders) | 8                 |
| Belgium Albums Chart (Wallonia) | 34                |
| Canadian Albums Chart           | 1                 |
| Danish Albums Chart             | 5                 |
| Dutch Albums Chart              | 4                 |
| French Albums Chart             | 6                 |
| German Albums Chart             | 2                 |
| Greek Albums Chart              | 9                 |
| Irish Albums Chart              | 1                 |
| New Zealand Albums Chart        | 1                 |
| Norwegian Albums Chart          | 17                |
| Portuguese Albums Chart         | 3                 |
| Spanish Albums Chart            | 14                |
| Swedish Albums Chart            | 13                |
| Swiss Albums Chart              | 2                 |
| UK Albums Chart                 | 1                 |
| US Billboard 200                | 1                 |

Årslister
| Hitliste (2008)       | Placering |
| --------------------- | --------- |
| Austrian Albums Chart | 49        |
| German Albums Chart   | 42        |